# サン・クレメンテ (アメリカ)
サン・クレメンテ（San Clemente）は、アメリカ合衆国カリフォルニア州のオレンジ郡にある都市。人口は6万4293人（2020年）。オレンジ郡の南端に位置しており、サンディエゴ郡と接している。ロサンゼルスとサンディエゴの中間にあり、両都市への距離は約100キロメートルである。

## 概要

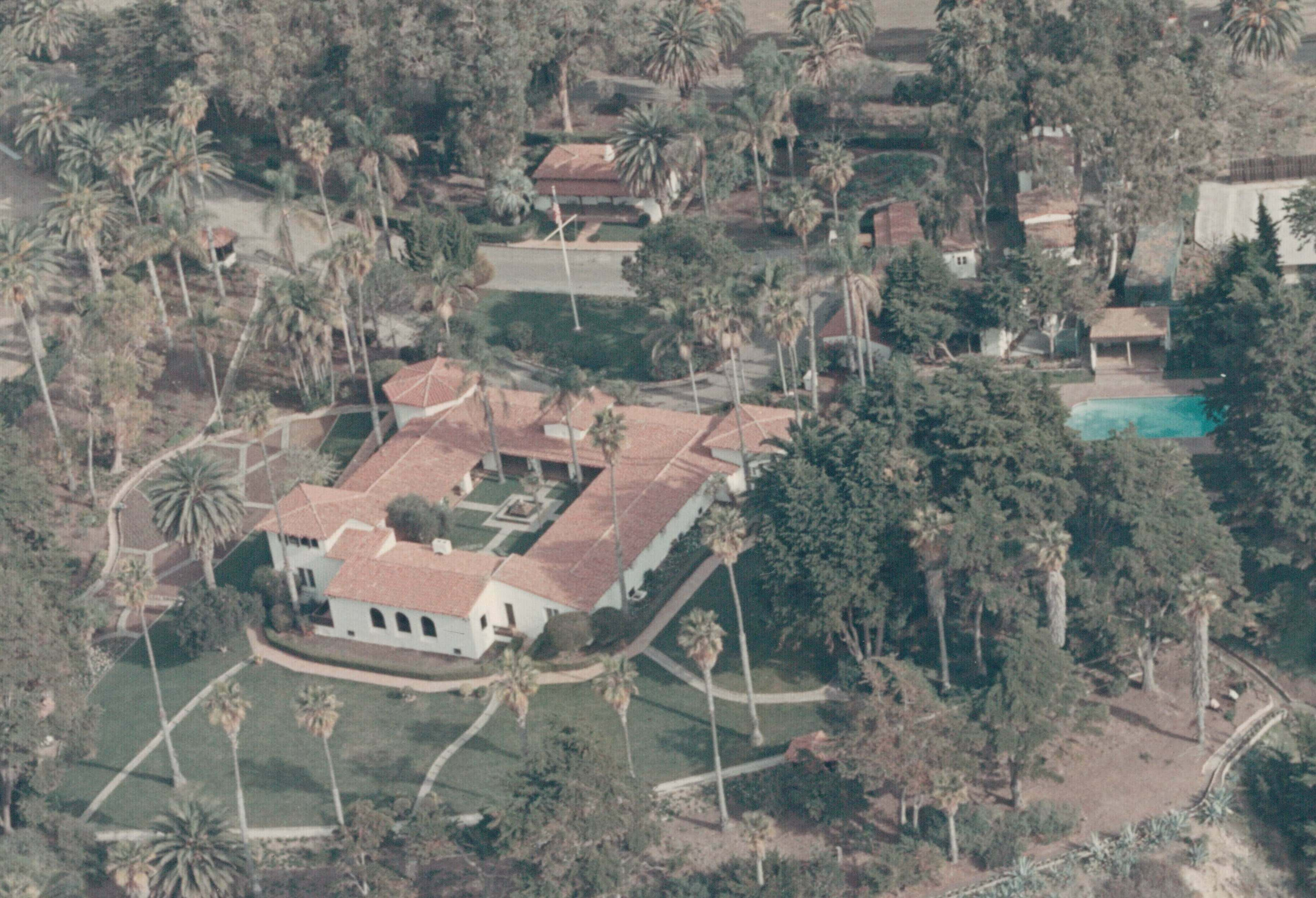
ニクソン大統領の別荘（1969年）

古くは別荘地として開発された町であり、松林の中にスペイン・コロニアル様式の邸宅が建てられた。中でもリチャード・ニクソン大統領の別荘は有名で、国賓を接待する舞台として頻繁に使われたため、メディアから「Western White House」と呼ばれた。日本からは佐藤栄作首相が招待された。近年はベッドタウン化が進行しており、富裕層向けの住宅が供給されている。

## 交通
- 州間高速道路5号線
- メトロリンク